# كوني ديركينج
كوني ديركينج (بالإنجليزية: Connie Dierking)‏ مواليد 02 أكتوبر 1936 في بروكلين - الوفاة 29 ديسمبر 2013، كان لاعب كرة سلة أمريكي. بدأ مسيرته الاحترافية في سنة 1958. تم اختياره من قبل فريق فيلادلفيا سفنتي سيكسرز خلال الدرافت. بلغ طوله 6 قدم 9 بوصة (2.1 م). اعتزل اللعب في 1971.

## المسيرة الاحترافية
لعب مع فيلادلفيا سفنتي سيكسرز من سنة 1963 إلى 1965، ثم لعب مع غولدن ستايت ووريورز في سنة 1965، ثم لعب مع سكرامنتو كينغز من سنة 1965 إلى 1971، ثم لعب مع فيلادلفيا سفنتي سيكسرز في موسم 1970–1971.

## روابط خارجية
- كوني ديركينج على موقع IMDb (الإنجليزية)
- كوني ديركينج على موقع إن بي أي (الإنجليزية)
- كوني ديركينج على موقع سبورتس رفرنس (الإنجليزية)
- كوني ديركينج على موقع كلية كرة السلة في سبورتس رفرنس.كوم (الإنجليزية)
- كوني ديركينج على موقع ريلجم (الإنجليزية)
- كوني ديركينج على موقع بروبوليرز (الإنجليزية)